# Klas Brunnberg
Klas Gösta Brunnberg, född 20 januari 1946 i Stockholm, död 28 oktober 2007 i Lund, var en svensk arkitekt.
Brunnberg, som var son till arkitekt Hans Brunnberg och Brita af Petersens, utexaminerades från Lunds tekniska högskola 1971 och från Kungliga Konsthögskolan i Stockholm 1979. Han var anställd på stadsbyggnadskontoret i Malmö kommun och på Fojab arkitekter i Lund från 1989, delägare från 1994. Han var arkitekturrådgivare åt Akademiska Hus, ledamot av Fortifikationsverkets arkitekturråd, tidskriften Arkitekturs bevakare av sydsvensk arkitektur och yrkeslivsrepresentant i utbildningsnämnden vid Lunds tekniska högskola. Han var ordförande i Sveriges Arkitekter 2004–2007. Han skrev en mängd artiklar i Arkitektur och AT, Arkitekttidningen. Han utförde bland annat planarbete för Lomma hamn 2004. Brunnberg är gravsatt på Norra kyrkogården i Lund.